# Pablo Rubio (escultor)
Pablo Rubio (20 de diciembre de 1944) es un artista puertorriqueño cuya obra consta de más de 20 monumentos alrededor de la isla y en Estados Unidos, Corea, Venezuela y Ecuador.

## Biografía
Nació el 20 de diciembre de 1944 en San Juan, Puerto Rico. En 1952 se graduó de Bachillerato en Bellas Artes de la Escuela de Artes Plásticas de San Juan, Puerto Rico y en 1983 de Maestría en artes de la Universidad del Estado de Nueva York en Buffalo, Estados Unidos.
Comenzó su producción en su temprana adolescencia, bajo la tutela de Miguel Pou, transfiriendo carbones en los mosaicos de la bóveda del Capitolio, para luego interesarse en técnicas de soldadura. En 1966 se incorpora a la Escuela de Artes Plásticas del Instituto de Cultura Puertorriqueña.
Ha participado en programas y organizaciones como la Asociación de Escultores de Puerto Rico y el Jardín Tropical de Escultura Internacional. Además, ha escrito acerca del estado del arte en Puerto Rico. Sus obras forman parte de la colección del Museo de Arte de Puerto Rico.

## Obra
- Mundos Paralelos (1998)
- Flamboyán (1999)
- Estrella del Norte (2010)[3]

## Exhibiciones Individuales
- 1967 Ateneo Puertorriqueño, San Juan, Puerto Rico.
- 1968 Galería Santiago, San Juan, Puerto Rico.
- 1974 Museo de Arte de Ponce, Ponce, Puerto Rico.
- 1988 The Chase Manhattan Bank, San Juan, Puerto Rico.

## Premios, becas y distinciones
- 1960: Mención de Honor Primera Exposición al Aire Libre, 65 Infantería Shopping Center, San Juan.
- 1970: Mención de Honor Cámara de Comercio de Puerto Rico. Segundo Premio - Asociación de Comerciantes del Viejo San Juan.
- 1972: Mención de honor Esculturas Funcionales, Plaza las Américas, San Juan.
- 1982: Medalla de Bronce, Instituto de Cultura Puertorriqueña
- 1986: Premio de adquisición Bienal de Barcelona.